# Діллонвейл (округ Гамільтон, Огайо)
Діллонвейл (англ. Dillonvale) — переписна місцевість (CDP) в США, в окрузі Гамільтон штату Огайо. Населення — 3436 осіб (2020).

## Географія
Діллонвейл розташований за координатами 39°13′2″ пн. ш. 84°24′11″ зх. д. / 39.21722° пн. ш. 84.40306° зх. д. (39.217229, -84.403039).  За даними Бюро перепису населення США в 2010 році переписна місцевість мала площу 2,31 км², уся площа — суходіл.

## Демографія
Згідно з переписом 2010 року, у переписній місцевості мешкали 3474 особи в 1570 домогосподарствах у складі 955 родин. Густота населення становила 1506 осіб/км².  Було 1642 помешкання (712/км²).
Расовий склад населення:
| - 94,0 % — білих - 3,3 % — чорних або афроамериканців - 0,8 % — азіатів - 0,4 % — корінних американців |

До двох чи більше рас належало 1,2 %. Частка іспаномовних становила 1,3 % від усіх жителів.
За віковим діапазоном населення розподілялося таким чином: 19,2 % — особи молодші 18 років, 61,9 % — особи у віці 18—64 років, 18,9 % — особи у віці 65 років та старші. Медіана віку мешканця становила 43,9 року. На 100 осіб жіночої статі у переписній місцевості припадало 92,3 чоловіків;  на 100 жінок у віці від 18 років та старших — 88,3 чоловіків також старших 18 років.
Середній дохід на одне домашнє господарство  становив 72 058 доларів США (медіана — 63 433), а середній дохід на одну сім'ю — 86 724 долари (медіана — 73 821). Медіана доходів становила 43 688 доларів для чоловіків та 45 441 долар для жінок. За межею бідності перебувало 8,5 % осіб, у тому числі 11,7 % дітей у віці до 18 років та 5,5 % осіб у віці 65 років та старших.
Цивільне працевлаштоване населення становило 1917 осіб. Основні галузі зайнятості: роздрібна торгівля — 17,0 %, мистецтво, розваги та відпочинок — 13,1 %, освіта, охорона здоров'я та соціальна допомога — 13,1 %.